# Pauline Lapointe
Pour les articles homonymes, voir Lapointe.
Compléments
Ses deux albums :
- Pauline Lapointe (1980), sur lequel apparaît Paul Piché
- Je dis oui (1983)

Ses principaux films :
- L'homme à tout faire (1980)
- Cruising Bar (1989)
- La Florida (1993)
- C't'à ton tour Laura Cadieux (1998)
- Laura Cadieux... la suite (1999)

Pauline Lapointe, née le 12 mai 1950 à Chicoutimi (Canada) et morte le 30 août 2010 à Montréal, est une actrice québécoise et la sœur jumelle de l'actrice Louise Portal.

## Biographie
Née à Chicoutimi, Pauline Lapointe est l'aînée (ex æquo avec sa jumelle Louise) d'une famille de cinq enfants. Ses trois sœurs sont toutes connues dans le monde artistique : Louise est chanteuse, comédienne, auteure; Priscilla écrit, compose et enseigne la musique et le chant; Geneviève est chanteuse, elle a participé au disque Pied de Poule avec Marc Drouin, Normand Brathwaite, Marc Labrèche et le bassiste Mario Légaré du groupe Octobre. Son frère, Dominique Lapointe, fait carrière comme journaliste, animateur et réalisateur à la radio de Radio-Canada (émissions Les Années lumière et Flash Années lumière…). 
Leur père, Marcel Lapointe (1920-1980), est médecin, de même que (sous le nom de plume de Marcel Portal) écrivain, romancier, poète, peintre.
Durant leur enfance, les quatre filles jouent à se déguiser et à présenter des spectacles de comédie et de chansons, à la maison (jusque sur le toit du garage), puis à l'école primaire et secondaire.
Elle meurt le 30 août 2010 à l'Hôpital Notre-Dame de Montréal, des suites d'un cancer du sein.

## Discographie
- 1980 : Pauline Lapointe - Produit par Pierre Bertrand
- 1983 : Je dis oui - Produit par Robert Léger

## Participation
- 1982 : Pied De Poule de Marc Drouin - Chant sur La Rue Rachel

## Filmographie

### Cinéma
- 1978 : Une amie d'enfance : Solange
- 1980 : L'Homme à tout faire : Huguette épouse d'Armand
- 1984 : Sonatine
- 1985 : Cochez oui, cochez non
- 1985 : Le Matou : Rochel Gordin
- 1988 : Le Chemin de Damas
- 1989 : Cruising Bar : Marguerite
- 1990 : Angel Square : Fleurette's Mom
- 1993 : La Florida : Ginette
- 1993 : Les Veufs (Entangled) : la réceptioniste de l'hôtel
- 1996 : L'Homme idéal : Monique
- 1998 : C't'à ton tour, Laura Cadieux de Denise Filiatrault : Germaine Lauzon
- 1999 : Laura Cadieux... la suite de Denise Filiatrault : Germaine Lauzon

### Télévision
- 1990 : Jamais deux sans toi : Blanche Laramée, masseuse
- 1995 : Les Machos : Gisèle Turcot-Meloche
- 1997 : Watatatow : Louise Girard (1997-2005)
- 2001 : Emma : Mireille Dagenais
- 2001 : Réal-TV : la mère de Fred
- 2002 : Un gars, une fille : Paulyne, la première femme de Guy
- 2005 - 2006 : La Promesse : Fabienne 1